# Грёмбах
Грёмбах (нем. Grömbach) — община в Германии, в земле Баден-Вюртемберг. 
Подчиняется административному округу Карлсруэ. Входит в состав района Фройденштадт.  Население составляет 680 человек (на 31 декабря 2010 года). Занимает площадь 12,18 км².